# Acicula norrisi
Acicula norrisi е вид коремоного от семейство Aciculidae. Видът е световно застрашен, със статут Уязвим.

## Разпространение
Видът е разпространен в Гибралтар и Испания.